# ソウ3
『ソウ3』（SAW III）は、2006年に公開されたアメリカ映画。『ソウ』シリーズの3作目。日本ではR15+指定。

## 概要
猟奇殺人鬼によって食肉加工工場に閉じ込められた、交通事故で息子を失った男を主軸に展開するサイコスリラー映画。
これまでのシリーズ前2作はミステリー要素が顕著だったのに対し、本作では残虐性を前面に出した作風となっている。そのあまりの残虐性にアメリカの映画審査機関MPAAのレーティングは5回中4回「NC-17指定（17歳以下鑑賞禁止）」になり、様々な削除・修正を加えた結果、最終的にR指定（17歳未満は保護者の同伴が必要）での劇場公開となった。
日本でもR18+に指定される予定であったが、配給会社のアスミック・エースと映画倫理委員会との協議の結果、問題の4つのシーンの画面を暗く演出（カットは無し）し、R15+指定での劇場公開となった。また、2007年3月16日に発売されたDVDには、日米で上映を禁じられたオリジナル・バージョンが収録されている。

## ストーリー
廃校で男の惨殺死体が発見された。これまでのジグソウの犠牲者とは異なる点に着目し、困惑する女刑事ケリー。その夜、彼女は何者かに拉致される。ジグソウは動けないはずなのに…。
轢き逃げで息子のディランを失ったジェフは、使われていない食肉加工工場で目覚める。そこには、息子の死に関連のある3人の人間が監禁されていた。
女医のリンは職場で突然拉致される。目を覚ますと、医療器具が置かれた部屋で脳腫瘍で余命数日のジグソウがベッドに寝ていた…。

## 登場人物

### 殺人鬼
ジグソウ / ジョン・クレイマー
演 - トビン・ベル、日本語吹替 - 石田太郎
連続殺人犯とされる、脳腫瘍により絶命寸前の男。アマンダとの関係が明らかになる。
アマンダ・ヤング
演 - ショウニー・スミス、日本語吹替 - 幸田夏穂
ジグソウのゲームの生き残り。ジョンの後継者となり、連続殺人を続ける女。リンをあまり信用しておらず、嫉妬めいた感情を抱いている。

### ゲーム参加者
ジェフ・レインハート
演 - アンガス・マクファーデン、日本語吹替 - 後藤敦
食肉工場地下で目覚めた男。3年前に息子のディランを轢き逃げで亡くしている。ディランの他に娘のコルベットがいる。
リン・デンロン
演 - バハー・スーメク、日本語吹替 - 百々麻子
優秀な女医。「ある医師」の推薦で拉致、監禁され「ある人物を生かすゲーム」を強いられる。結婚しているが夫婦関係は破綻し、抗うつ剤を服用している。
ダニカ・スコット
演 - デブラ・リン・マッケイブ、日本語吹替 - 不明
轢き逃げを目撃した金髪の女性。
ハルディン
演 - バリー・フラットマン、日本語吹替 - 稲葉実
轢き逃げ事件を担当した判事の男性。
ティモシー・ヤング
演 - エムポー・クワホー、日本語吹替 - 不明
黒人の留学生で、ディランを飲酒運転で轢き逃げした犯人。

### 警察
アリソン・ケリー
演 - ディナ・メイヤー、日本語吹替 - 相沢恵子
ジグソウ事件の担当捜査官。行方不明のエリック刑事が見つかってないことに責任を感じている。現場に違和感を覚えるが、その夜ゲームの被験者になってしまう。
ダニエル・リッグ
演 - リリク・ベント、日本語吹替 - 谷昌樹
SWATの隊長でたたき上げの警官。ケリーとエリックの同僚。
マーク・ホフマン
演 - コスタス・マンディロア、日本語吹替 - 仲野裕
事件の担当刑事。ケリーの部下。
エリック・マシューズ
演 - ドニー・ウォルバーグ、日本語吹替 - 田中正彦
2作目で事件を担当した刑事。2作目のラストでアマンダに監禁される。

### その他の関係者
コルベット
演 - ニーヴ・ウィルソン、日本語吹替 - 不明
ジェフの娘。
ジル・タック
演 - ベッツィ・ラッセル、日本語吹替 - なし
ジョンの回想に出てきた女性。
アダム・フォークナー
演 - リー・ワネル、日本語吹替 - 平田広明
1作目でバスルームに監禁された写真屋。彼の死の経緯が明らかになる。
ザビエル・チャベス
演 - フランキー・G（カメオ出演）、日本語吹替 - なし
2作目のゲーム参加者。前作で死亡し、冒頭に死体が一瞬映る。
オビ・テイト
演 - ティム・バード（カメオ出演）、日本語吹替 - なし
2作目のゲーム参加者。トラップにより命を落とす。ジョンの回想に出てきた通行人。